# Robert Gouby
Pour les articles homonymes, voir Gouby.
Robert Gouby, né le 29 octobre 1919 à Vernois-sur-Mance et mort pour la France le 14 août 1944 à Vilbert, est un militaire français, Compagnon de la Libération. Jeune aviateur, il se rallie à la France libre en 1940 et suis la formation de pilote de la Royal Air Force. Cumulant de nombreuses missions de combat, il abat neuf appareils ennemis, faisant de lui un As de l'aviation. Il meurt dans le crash de son avion au cours d'un combat contre un convoi allemand.

## Biographie

### Jeunesse et engagement
Robert Gouby naît le 29 octobre 1919 à Vernois-sur-Mance, en Haute-Saône, au sein d'un couple de commerçants. En 1933, il devient apprenti-pâtissier à Bourbonne-les-Bains puis apprenti-cuisinier en 1935. Passionné par les avions, il passe un brevet de pilotage civil en novembre 1937 puis s'engage dans l'Armée de l'air en mai 1938. Affecté au 139e bataillon de l'air sur la BA de Rayak au Liban en juillet suivant, il passe le concours de sous-officier navigant à la BA d'Istres en février 1939. Il est ensuite muté, en avril 1939, au 124e bataillon de l'air de la BA de Cazaux où il officie comme mitrailleur.

### Seconde Guerre mondiale
Stagiaire à l'école de pilotage militaire de Bourges, il obtient son brevet et rejoint la BA d'Avord voisine en septembre 1939. Promu caporal-chef puis sergent en février 1940, il assiste trois mois plus tard au bombardement de sa base par la Luftwaffe. Le personnel d'Avord se replie alors vers La Jarne en Charente-Maritime, puis vers les Pyrénées d'où Robert Gouby et quelques camarades cherche à passer en Afrique du Nord pour continuer le combat. Embarqué à Bayonne le 21 juin 1940, il arrive à Casablanca où il apprend que les troupes françaises locales resteront fidèles au tout nouveau régime de Vichy. Il décide alors de se rallier à la France libre et embarque à nouveau vers Gibraltar puis l'Angleterre où il parvient au milieu du mois de juillet 1940.
Engagé dans les forces aériennes françaises libres, Robert Gouby est d'abord basé sur l'aérodrome de Saint-Athan avant d'intégrer, le 3 août 1940, l'école de pilotage de la Royal Air Force (RAF) sur la base d'Odiham. Breveté pilote de la RAF avec la mention « exceptionnel », il est affecté en juin 1941 au Service Flying Training School no 2 (SFTS no 2) puis deux mois plus tard au SFTS no 5 avant de terminer son cursus de formation de décembre 1941 à mars 1942 à l'Operationnal Training Unit no 57. Désormais pleinement opérationnel, il est affecté au no 54 Squadron RAF puis au no 164 Squadron RAF. Promu adjudant en juillet 1942, il est muté le 9 septembre suivant au Groupe de chasse Île-de-France. Dès lors, il enchaîne les missions de combat au-dessus de la Manche et des territoires occupés par le IIIe Reich. Le 2 novembre 1942, il remporte sa première victoire aérienne en abbatant un Fw 190 et est cité à l'ordre de l'armée,. Promu aspirant en décembre, il connaît une seconde victoire le même mois puis une troisième en janvier, endommageant également un autre ennemi et rapportant une nouvelle citation,. Le 20 janvier 1943, il abat le même jour deux Fw 190 et probablement un troisième,. Promu sous-lieutenant le mois suivant, il reçoit une troisième citation pour son doublé de janvier. Rapidement promu lieutenant, il abat encore deux appareils ennemi en mars 1943 et en endommage un troisième,. En octobre 1943, il est muté au no 165 Squadron RAF et, en novembre, abat son huitième Fw 190 dans le secteur de Cherbourg,. En mars 1944, il est muté au no 611 Squadron RAF et remporte sa neuvième victoire le 17 juin en pleine bataille de Normandie,.
Le 14 août 1944, aux commandes de son Spitfire au-dessus de Vilbert en Seine-et-Marne, le lieutenant Gouby attaque en rase-motte un convoi allemand. Vraisemblablement victime d'un incident technique, il perd le contrôle de son appareil dont l'aile heurte un arbre,. Robert Gouby meurt dans le crash de son avion. Titulaire de neuf victoires aériennes homologuées, il faisait partie du cercle des As de l'aviation. D'abord identifié par des habitants grâce à ses papiers, le corps est ensuite emporté par les allemands qui l'enterrent le 17 août au cimetière de Coulommiers, le considérant comme un pilote anglais inconnu. En octobre 1944, identifié par les américains, il est réinhumé au cimetière américain de Solers puis transféré à Villeneuve-Saint-Georges le 22 janvier 1945. Le 21 juillet 1954, Robert Gouby est définitivement inhumé dans la ville de son enfance à Bourbonne-les-Bains.

## Décorations
|  |  |  |  |  |  |  |  |  |
|  |  |  |  |  |  |  |  |  |
|  |  |  |  |  |  |  |  |  |

| Officier de la Légion d'honneur                  | Officier de la Légion d'honneur                  | Officier de la Légion d'honneur                  | Compagnon de la Libération À titre posthume, par décret du 20 novembre 1944 | Compagnon de la Libération À titre posthume, par décret du 20 novembre 1944 | Compagnon de la Libération À titre posthume, par décret du 20 novembre 1944 | Croix de guerre 1939-1945                | Croix de guerre 1939-1945                | Croix de guerre 1939-1945                |                                          |                                          |                                          |
| Médaille de la Résistance française Avec rosette | Médaille de la Résistance française Avec rosette | Médaille de la Résistance française Avec rosette | Médaille de la Résistance française Avec rosette                            | Médaille de la Résistance française Avec rosette                            | Médaille de la Résistance française Avec rosette                            | Distinguished Flying Cross (Royaume-Uni) | Distinguished Flying Cross (Royaume-Uni) | Distinguished Flying Cross (Royaume-Uni) | Distinguished Flying Cross (Royaume-Uni) | Distinguished Flying Cross (Royaume-Uni) | Distinguished Flying Cross (Royaume-Uni) |
| Mention in dispatch (Royaume-Uni)                |                                                  |                                                  |                                                                             |                                                                             |                                                                             |                                          |                                          |                                          |                                          |                                          |                                          |

## Hommages
- À Vernois-sur-Mance, son nom est inscrit sur le monument aux Morts[6].
- À Bourbonne-les-Bains, l'avenue du lieutenant Gouby a été baptisée en son honneur[7]. Une stèle commémorative a été érigée à l'entrée de cette voie et son nom est également inscrit sur le monument aux Morts de la commune[8],[9],[10].
- À Bernay-Vilbert où il est mort, son nom a été donné à une rue dans laquelle se trouve également une plaque commémorative[11],[12].
- Au musée de l'Air et de l'Espace de l'aéroport du Bourget, son nom est inscrit sur une plaque commémorant les as de l'aviation morts durant un conflit[13].